# خوزه ماریا پرادا
خوزه ماریا پرادا (اسپانیایی: José María Prada‎؛ ۳۱ مارس ۱۹۲۵ – ۱۳ اوت ۱۹۷۸) بازیگر اهل اسپانیا بود. وی بین سال‌های ۱۹۵۴ تا ۱۹۷۸ میلادی فعالیت می‌کرد و در این مدت در ۸۳ فیلم و سریال بازی کرد.
او در سال ۱۹۶۸ میلادی، برندهٔ جایزهٔ «بهترین بازیگر مرد تلویزیون» شد.
از فیلم‌ها یا برنامه‌های تلویزیونی که وی در آن نقش داشته است، می‌توان به یک تعطیلات کوتاه، میهمانی ادامه دارد، گویا، روایتی از تنهایی، زنده‌باد عروس و داماد و هنر زندگی اشاره کرد.